# Almas en pena (película)
Almas en pena (Bag det stille ydre en danés) es una película de terror y de suspense dirigida por Martin Schmidt estrenada el 16 de septiembre de 2005 en Dinamarca.

## Argumento
Una pareja y su hija deciden irse a vivir a una mansión habitada por un espíritu, se puede decir que en esta película, se dan cuenta de que dentro de la mansión a la que se mudaron hay fantasmas, esta pareja tiene que comprobar su inocencia para dirigirse al sótano de la casa donde han secuestrado a su hija.

## Producción
El rodaje inició el 14 de julio de 2004 y terminó de grabarse el 18 de octubre de 2004. El final se grabó los días 13 y 14 de abril de 2005, respectivamente.

## Reparto de actores
- Anne Birgitte Lind
- Jakob Cedergen
- Dejan Cukic
- Andrea Vagn Jensen
- Lykke Sand Michelsen
- Laura Christensen
- Zlatko Buric
- Thure Lindhardt
- Jens Okking

- Datos: Q11959981